# Colobus vellerosus
Colobe de Geoffroy, Colobe magistrat
Espèce
Statut de conservation UICN

 CR  : 
En danger critique
Statut CITES
Le Colobe de Geoffroy (Colobus vellerosus) est une espèce qui fait partie des mammifères Primates de la famille des Cercopithecidae. Ce singe colobe est une espèce en danger critique d'extinction.

## Dénominations
En français, on le nomme Colobe de Geoffroy. Il est aussi appelé Colobe magistrat tout comme l'espèce très voisine, Colobus polykomos, à laquelle il est parfois assimilé. 

## Description

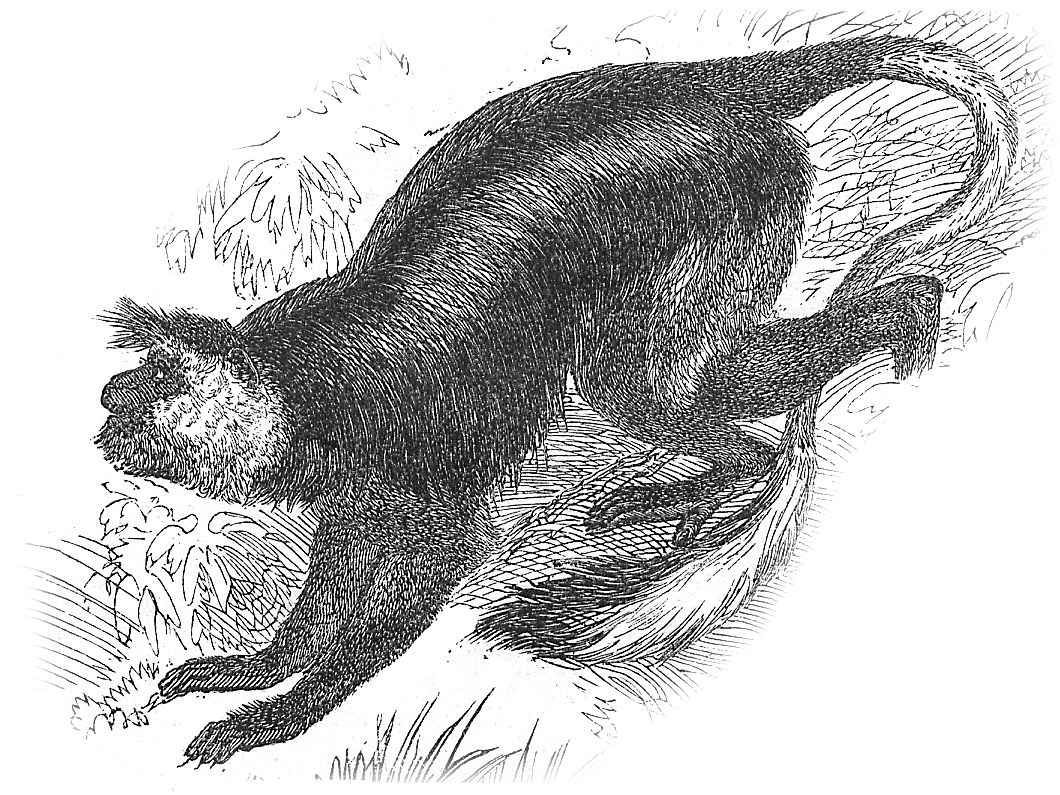
gravure entre 1700 et 1880

Ce singe, comme tous les colobus, est reconnaissable à sa fourrure noir et blanc. Le jeune colobe est totalement blanc à la naissance.
Il a, comme tous les colobinés et comme les vaches, un estomac particulier divisé en plusieurs poches pour digérer les feuilles, base de son alimentation. Il vit en groupe de dix à cent individus et plus.
Il mesure de 61 à 66 cm, a une queue de 75 à 81 cm et pèse de 8,3 à 19,9 kg.

## Répartition

Carte de l'Afrique montrant la répartition de Colobus vellerosus (en rouge)

Ce taxon se rencontre dans les pays suivants : Burkina Faso, Bénin, Côte d'Ivoire, Ghana, Togo.
La présence de ce taxon est incertaine dans le pays suivant : Nigeria.

## Menaces et conservation

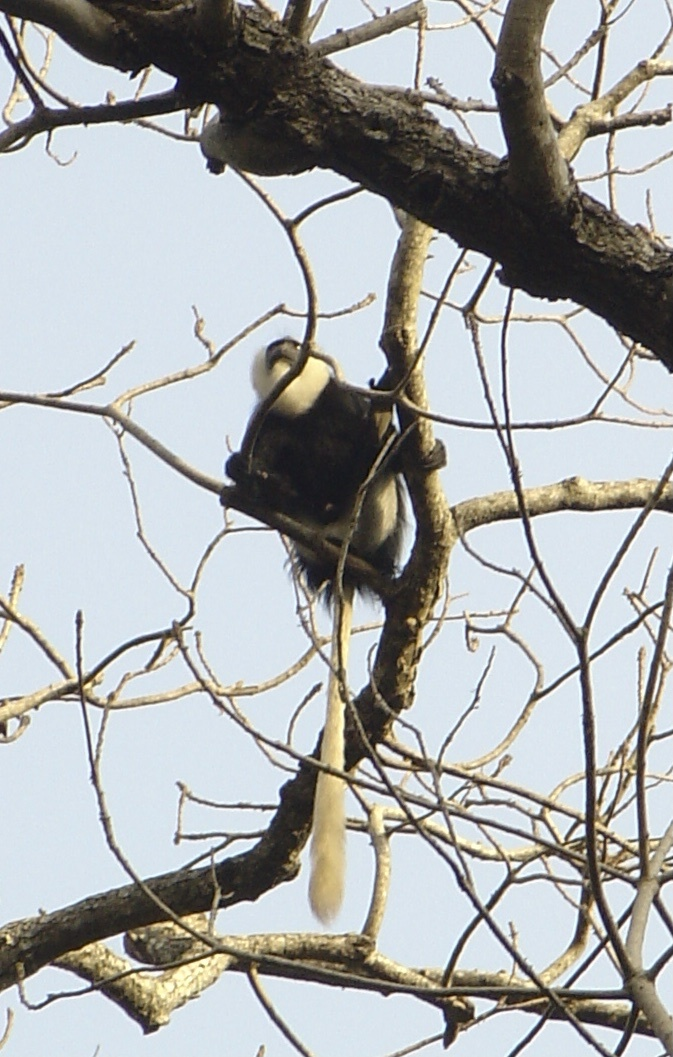
Colobus vellerosus dans un arbre

Ce singe a été intensément chassé car sa fourrure est très recherchée pour la confection de manteaux.
Le colobe de Geoffroy est une des 16 espèces de primates d'Afrique qui a été incluse entre 2000 et 2020 dans la liste des 25 primates les plus menacés au monde (depuis 2016 : 2016 ; 2018).

## Systématique
Le nom valide complet (avec auteur) de ce taxon est Colobus vellerosus (I.Geoffroy Saint-Hilaire, 1834).
L'espèce a été initialement classée dans le genre Semnopithecus sous le protonyme Semnopithecus vellerosus I.Geoffroy Saint-Hilaire, 1834.
Ce taxon porte en français le nom vernaculaire ou normalisé suivant : Colobe de Geoffroy,,.
Colobus vellerosus a pour synonymes :
- Colobus leucomeros Ogilby, 1838
- Colobus polykomos subsp. dollmani Schwarz, 1927
- Colobus ursinus Ogilby, 1835
- Semnopithecus bicolor Wesmael, 1835
- Semnopithecus vellerosus I.Geoffroy Saint-Hilaire, 1834